# وینکریستین
وین کریستین (به انگلیسی: VINCRISTINE SULFATE) وین کریستین در درمان‌لوسمی لنفوبلاستیک حاد و لنفوستیک‌مزمن و میلوسیتیک مزمن، نوروبلاستوم، تومور ویلمز، کارسینوم پستان، ریه، تخمدان و کولورکتال، لنفوم هوچکینی وغیر هوچکینی و لنفوسارکوم و سارکوم‌رتیکولوم، سارکوم رشته‌های عضلات‌مخلط و سارکوم اوینگ و سارکوم‌استئوژنیک، ملانومای بدخیم، میلوم‌مولتیپل و تومورهای سلول تخمدان، میکوزفونگوئید و ترومبوسیتوپنی‌پورپورای ایدیوپاتیک مقاوم به درمان‌مصرف می‌شود.
رده درمانی: ضد نئوپلاسم
اشکال دارویی: آمپول

## موارد مصرف
وین کریستین در درمان‌لوسمی لنفوبلاستیک حاد و لنفوستیک‌مزمن و میلوسیتیک مزمن، نوروبلاستوم، تومور ویلمز، کارسینوم پستان، ریه، تخمدان و کولورکتال، لنفوم هوچکینی وغیر هوچکینی و لنفوسارکوم و سارکوم‌رتیکولوم، سارکوم رشته‌های عضلات‌مخلط و سارکوم اوینگ و سارکوم‌استئوژنیک، ملانومای بدخیم، میلوم‌مولتیپل و تومورهای سلول تخمدان، میکوزفونگوئید و ترومبوسیتوپنی‌پورپورای ایدیوپاتیک مقاوم به درمان‌مصرف می‌شود.

## مکانیسم اثر دارو
این داروی آنتی‌متابولیت میتوز سلول‌ها را درمرحله متافاز مهار می‌کند و ممکن است درمتابولیسم اسیدهای آمینه نیز دخالت‌نماید.

## متابولیسم دارو
وین کریستین به مقدار قابل‌توجهی از سد خونی ـ مغزی عبور نمی‌نماید.متابولیسم آن کبدی است و راه عمدی دفع‌آن صفرا (حدود ۶۷ درصد) است

## عوارض جانبی
یبوست و کرامپ‌های‌معدی، افزایش اسید اوریک در خون ونفروپاتی ناشی از آن، سمیت عصبی شامل‌دوبینی و اشکال در راه رفتن از عوارض‌شایع وین کریستین است.